# 波恰皮 (留波姆區)
51°16′33″N 24°16′1″E / 51.27583°N 24.26694°E
波恰皮（烏克蘭語：Почапи），是烏克蘭的村落，位於該國西部沃倫州，由科韋利區負責管轄，始建於1510年，面積1.69平方公里，海拔高度180米，2001年人口458，人口密度每平方公里271.01人。